# Сельское поселение Ключи
Сельское поселение Ключи — муниципальное образование в Исаклинском районе Самарской области.
Административный центр — село Ключи.

## Административное устройство
В состав сельского поселения Ключи входят:
- село Ключи,
- село Смольково,
- село Старая Чесноковка,
- посёлок Верхний,
- посёлок Зеленовский,
- посёлок Ильинский,
- посёлок Клин,
- посёлок Никольский,
- посёлок Нижний,
- посёлок Новоключевский,
- посёлок Средний,
- деревня Вербовка,
- деревня Новая Чесноковка.